# Uri Giné
Oriol Giné de Lera, més conegut com a Uri Giné (Tarragona, 24 d'agost de 1986), es un músic, cantant i compositor català. És conegut per ser el líder, vocalista i compositor de la banda de rock alternatiu Bongo Botrako des de la seva formació el 2007 fins al seu anunci de parada indefinida el 2015.

## Infància
Uri Giné, el segon de tres germans, va néixer a Tarragona de mare manxega i pare català. La seva mare, Maria José de Lera, és infermera, i el seu pare, Josep Giné, és informàtic. La seva germana petita, Alba, va morir als deu mesos de vida per una malfunció cardíaca, quan Uri tenia 3 anys. Algunes de les seves cançons parlen de la pèrdua de la seva germana.
Uri va créixer escoltant la seva germana gran, Celia, practicar el piano diàriament durant hores, però malgrat que ella i els seus pares van intentar animar-lo a tocar algun instrument des de petit, ell s'hi va mostrar reticent durant anys. Als 13 anys, Celia li va donar un cassette de la banda de punk rock d'un amic i a Uri li va fascinar tant que es va comprar una guitarra elèctrica i va començar a aprendre a tocar-la i a cantar. Va aprendre de forma autodidacta imitant bandes de rock, grunge i punk rock com Nirvana, The Offspring, Red Hot Chili Peppers i Extremoduro.
Uri va estudiar la llicenciatura de Comunicació Audiovisual a la Universitat Pompeu Fabra de Barcelona, però quan ja portava quatre anys fent classes, va deixar els estudis per centrar-se completament en la seva carrera musical.

## Carrera musical

### Extracto de Lúpulo (2003–2009)
Uri Giné es va unir a la banda de punk rock Extracto de Lúpulo el 2003 mentre anava a l'institut. Va escriure les seves primeres cançons per a aquesta banda però aviat es va adonar que algunes de les cançons que escrivia no encaixaven en el gènere musical, així que les va anar guardant a banda. A finals de 2007, Uri va decidir crear la seva pròpia banda amb totes aquelles cançons i la va anomenar Bongo Botrako. El 2008 Uri va enregistrar el primer àlbum d'Extracto de Lúpulo, El agua pa los peces, que es publicaria l'any següent. Tanmateix, al cap de gairebé dos anys gestionant ambdues bandes a la vegada, Bongo Botrako havia aconseguit molt més èxit que Extracto de Lúpulo i molts concerts començaven a coincidir, així que el 2009 Uri va deixar Extracto de Lúpulo per centrar-se exclusivament en Bongo Botrako.

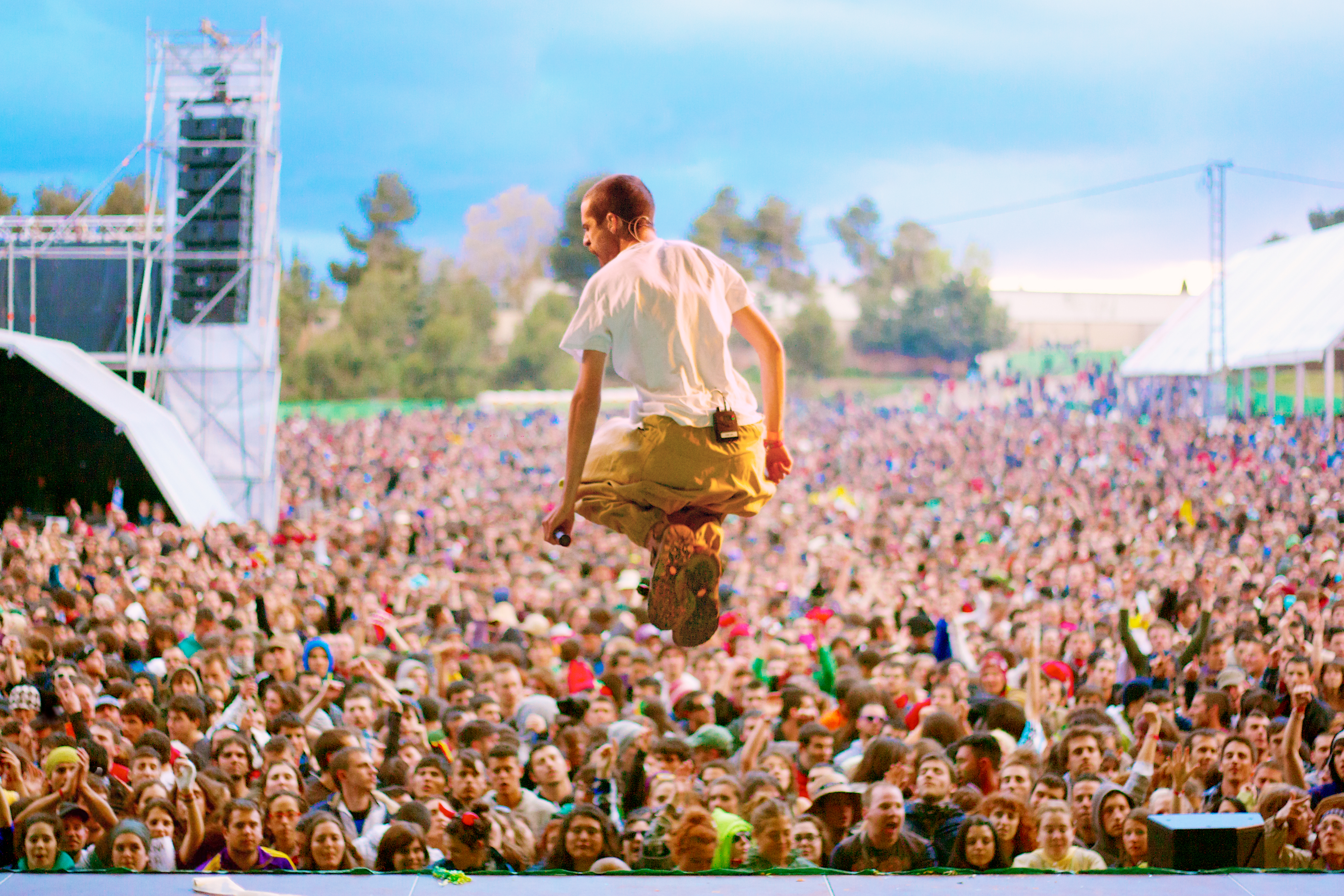
Uri Giné actuant amb Bongo Botrako al festival Viña Rock 2012.

### Bongo Botrako (2007–2015)
L'octubre de 2007, Uri va enregistrar una maqueta de deu temes anomenada «Bongo Botrako» en el seu petit estudi casolà. Va programar la bateria i va tocar ell mateix la resta d'instruments. Després de fer circular la maqueta, Uri ràpidament va reclutar vuit músics més i van començar a tocar en directe el març de 2008.
Uri va escriure la cançó «Todos los días sale el sol» (també coneguda com a «Chipirón») el 2010 com a part del primer àlbum de Bongo Botrako, Todos los días sale el sol, que va ser publicat el 27 de setembre de 2010. La cançó va assolir una enorme popularitat a l'estat espanyol després que els jugadors de la Selecció Espanyola de Bàsquet, incloent Pau Gasol, Marc Gasol i Ricky Rubio, prenguessin la costum de cantar-la abans de cada partit a l'Eurobasket 2011, que finalment van guanyar. El setembre de 2011, «Todos los días sale el sol» va assolir el lloc número #12 a la llista espanyola de cançons més venudes i el lloc número #2 a la llista espanyola de cançons més venudes a iTunes. La cançó acumula més de 31 milions de reproduccions a YouTube i més de 31 milions de reproduccions a Spotify, fet que la converteix de lluny en la cançó més popular d'Uri Giné.

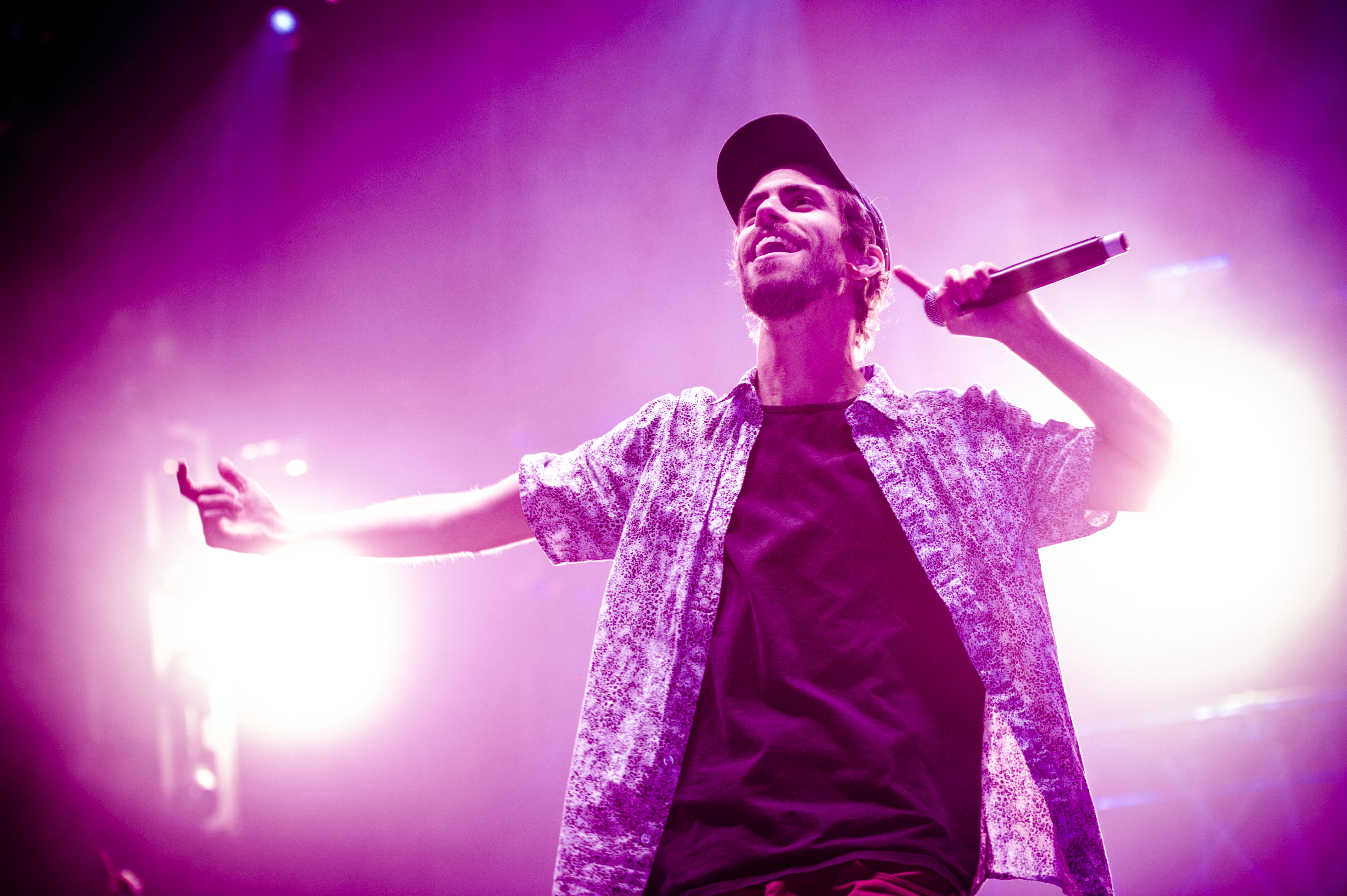
Uri Giné actuant amb Bongo Botrako al festival Viña Rock 2014.

El segon àlbum d'estudi de la banda, Revoltosa, va ser publicat el 12 de novembre de 2012. Uri i els seus companys es van embarcar en una gira extensa que els va dur a onze països europeus, assolint especial èxit als Països Baixos, on van tocar en grans festivals com Lowlands 2014, Parkpop 2015 i Zwarte Cross 2015.
El primer i únic àlbum en directe de la banda, Punk Parranda, va ser publicat el 3 de novembre de 2014. El van enregistrar tocant per a un públic de més de 60.000 persones al festival Viña Rock 2014 a Villarrobledo.
El 13 d'octubre de 2015, Bongo Botrako va anunciar una parada indefinida i una gira de comiat de sis dates. Uri va explicar que se sentia esgotat després de vuit anys de gires sense interrupció i que la banda havia perdut la il·lusió. Tanmateix, va assegurar que continuaria escrivint cançons i va deixar la porta oberta a crear un nou projecte musical en el futur. Bongo Botrako va fer el seu concert número 500 y últim a la ciutat natal d'Uri, Tarragona, el 26 de desembre de 2015.

## Vida personal
Uri Giné ha recolzat activament els moviments de defensa dels drets humans durant la seva carrera com a músic. El 2012 i 2013, va actuar en dos concerts benèfics d'Amnistia Internacional a Barcelona. També va incloure una cita d'Amnistia Internacional al videoclip de la cançó «Revoltosa» de Bongo Botrako el 2012.
El maig de 2016, Uri va fer un entrenament AFF en caiguda lliure per convertir-se en un paracaigudista i així poder llençar-se sol. Quan no està de gira o component, algunes de les seves aficions més destacades són viatjar, la fotografia i el paracaigudisme.

## Discografia

### Extracto de Lúpulo
- El agua pa los peces (2009) – guitarra, veu[29]

### Bongo Botrako
- Todos los días sale el sol (2010) – veu[30]
- Revoltosa (2012) – veu[31]
- Punk Parranda (2014) – veu, guitarra[32][33]